# Małyk Dewesił
Małyk Dewesił (bułg. Малък Девесил) – wieś w Bułgarii, w obwodzie Kyrdżali, w gminie Krumowgrad. W 2024 roku liczyła 234 mieszkańców.